# 王村口镇
王村口镇，是中华人民共和国浙江省丽水市遂昌县下辖的一个乡镇级行政单位。

## 行政区划
王村口镇下辖以下地区：
石笋头村、大坑村、吴处村、对正村、尹坞村、桥东村、桥西村、钟根村、山枣坪村、山前村、弓桥头村、官塘村和后塘村。